# 83 Leonis
83 Leonis (83 Leo) è un sistema stellare binario nella costellazione del Leone. È formato da due stelle arancioni, più fredde del nostro Sole. La primaria (83 Leonis A) è una subgigante arancione, l'altra (83 Leonis B) è una nana arancione. Le due stelle sono separate da almeno 515 UA. Esiste anche una componente ottica che appare vicino al sistema solo per ragioni di prospettiva.
Nel 2005 è stato scoperto un pianeta extrasolare attorno alla componente B, cui se ne aggiunto un secondo nel 2010.

## Il sistema stellare
- 83 Leonis A è una stella della sesta magnitudine. Non è visibile ad occhio nudo ma può essere osservata già con l'ausilio di un binocolo. La stella è classificata come subgigante, cioè ha terminato la fusione dell'idrogeno nel nucleo e si sta avviando verso la fase di gigante rossa.
- 83 Leonis B è una stella dell'ottava magnitudine, classificata tra le nane arancioni. È meno massiva del Sole (0,83 masse solari), più piccola e fredda.[3][4] Essa è visibile con l'ausilio di un binocolo o un telescopio.

Entrambe le componenti A e B condividono lo stesso moto proprio, e questo conferma il loro legame gravitazionale. Le stelle sono separate da almeno 515 UA, ma la vera distanza potrebbe essere anche molto maggiore.
Il Washington Double Star Catalog elenca un'altra stella, di magnitudine 14,4, ma dato che si muove in direzione diversa non fa parte del sistema di 83 Leonis.

## Sistema planetario
Nel 2005 è stato scoperto il primo esopianeta attorno a 83 Leonis B usando il metodo della velocità radiale. Il pianeta orbita molto vicino alla stella madre, a 0,12 U.A., completa un'orbita in 17 giorni e la sua massa è non meno dell'11% di quella di Giove.
Nel 2010 è stato scoperto il secondo pianeta del sistema, 83 Leonis Bc, che orbita ad oltre 5 U.A. in un periodo di quasi 5000 giorni. La massa stimata di quest'ultimo è circa un terzo della massa gioviana.
Il secondo pianeta, Bc, fu trovato essere un falso positivo negli anni seguenti, tuttavia nel 2023 venne scoperto un pianeta con diverse caratteristiche ma che prese la stessa designazione di 83 Leonis Bc.
Sotto un prospetto del sistema di 83 Leonis B.
| Pianeta | Tipo            | Massa        | Periodo orb.  | Sem. maggiore | Eccentricità | Scoperta |
| ------- | --------------- | ------------ | ------------- | ------------- | ------------ | -------- |
| Bb      | Gigante gassoso | ≥25,5±0,6 M⊕ | 17,05 giorni  | 0,123 UA      | 0,034        | 2005     |
| Bc      | Gigante gassoso | ≥17,9±1,3 M⊕ | 95,233 giorni | —             | 0,063        | 2023     |